# Константа конике
Константа конике је вредност која описује конике, и означава се великим латиничним словом K. Дефинише се као
При чему је e ексцентрицитет конике.
Ова вредност се користи у оптици за разликовање елиптичних (-1 <  < 0), параболичких ( = -1) и хиперболичких ( < -1) сочива и површина огледала.